# Discografia de Michelle Wright
A discografia de Michelle Wright, cantora canadiana de country, consiste em sete álbuns de estúdio, três coletâneas, quarenta e um singles oficiais e dezassete vídepclipes.

## Álbuns de estúdio
| 1988 | Do Right By Me - Gravadora: Savannah                 | 32 | —  | —  | —   | —  |                      |
| 1990 | Michelle Wright - Gravadora: Arista Nashville        | —  | —  | —  | —   | —  | - Music Canada: Ouro |
| 1992 | Now and Then - Gravadora: Arista Nashville           | 2  | —  | 20 | 126 | 29 | - CAN: 2× Platina    |
| 1994 | The Reasons Why - Gravadora: Arista Nashville        | 3  | 44 | —  | —   | —  | - CAN: 2× Platina    |
| 1996 | For Me It's You - Gravadora: Arista Nashville        | 6  | —  | 74 | —   | —  | - CAN: Ouro          |
| 2002 | Shut Up and Kiss Me - Gravadora: RCA/ViK. Recordings | *  | *  | —  | —   | —  |                      |
| 2006 | Everything and More - Gravadora: Icon                | *  | *  | —  | —   | —  |                      |
| "—" aponta que o single não apareceu ou que não foi lançado * aponta posição descohnecida nas paradas\|- |                                                      |    |    |    |     |    |                      |

## Compilações
| 1999                                                                                              | The Greatest Hits Collection - Gravadora: Arista Nashville | 12 | - CAN: Ouro |
| 2000                                                                                              | Greatest Hits - Gravadora: Arista Nashville                | —  |             |
| 2005                                                                                              | A Wright Christmas - Gravadora: Icon                       | *  |             |
| "—" aponta que o single não apareceu ou não foi lançado * aponta posição desconhecida nas paradas |                                                            |    |             |

## Singles
| 1986                                                                                  | "I Want to Count on You"                | 48 | —  | —  | Do Right By Me               |
| 1987                                                                                  | "New Fool at an Old Game"               | 11 | 21 | —  | Do Right By Me               |
| 1988                                                                                  | "The Rhythm of Romance"                 | *  | —  | —  | Do Right By Me               |
| 1988                                                                                  | "Do Right By Me"                        | *  | —  | —  | Do Right By Me               |
| 1989                                                                                  | "I Wish I Were Only Lonely"             | 7  | —  | —  | Do Right By Me               |
| 1989                                                                                  | "Rock Me Gently"                        | 7  | —  | —  | Do Right By Me               |
| 1989                                                                                  | "I Don't Want to Wonder"                | 23 | 18 | —  | Do Right By Me               |
| 1990                                                                                  | "New Kind of Love"                      | 4  | —  | 32 | Michelle Wright              |
| 1990                                                                                  | "Woman's Intuition"                     | 14 | —  | 72 | Michelle Wright              |
| 1991                                                                                  | "A Heartbeat Away"                      | 21 | —  | —  | Michelle Wright              |
| 1991                                                                                  | "All You Really Wanna Do"               | 9  | —  | 73 | Michelle Wright              |
| 1991                                                                                  | "Not Enough Love to Go 'Round"          | 20 | —  | —  | Michelle Wright              |
| 1992                                                                                  | "Take It Like a Man"[A]                 | 1  | 18 | 10 | Now and Then                 |
| 1992                                                                                  | "One Time Around"                       | 1  | —  | 43 | Now and Then                 |
| 1992                                                                                  | "He Would Be Sixteen"                   | 3  | 30 | 31 | Now and Then                 |
| 1993                                                                                  | "The Change"                            | 14 | —  | 55 | Now and Then                 |
| 1993                                                                                  | "If I'm Ever Over You"                  | 33 | —  | —  | Now and Then                 |
| 1993                                                                                  | "Guitar Talk"                           | 1  | —  | —  | Now and Then                 |
| 1994                                                                                  | "Now and Then"                          | 9  | —  | —  | Now and Then                 |
| 1994                                                                                  | "One Good Man"                          | 1  | —  | 57 | The Reasons Why              |
| 1994                                                                                  | "The Wall"                              | 4  | —  | —  | The Reasons Why              |
| 1995                                                                                  | "Safe in the Arms of Love"              | 4  | —  | —  | The Reasons Why              |
| 1996                                                                                  | "Nobody's Girl"                         | 1  | —  | 50 | For Me It's You              |
| 1996                                                                                  | "Crank My Tractor"                      | 1  | —  | —  | For Me It's You              |
| 1997                                                                                  | "The Answer Is Yes"                     | 4  | —  | —  | For Me It's You              |
| 1997                                                                                  | "What Love Looks Like"                  | 4  | —  | —  | For Me It's You              |
| 1997                                                                                  | "People Get Ready"                      | —  | 49 | —  | Peace in the Valley          |
| 1999                                                                                  | "When I Found You"                      | 5  | 16 | —  | The Greatest Hits Collection |
| 2000                                                                                  | "I Surrender"                           | 10 | 3  | —  | The Greatest Hits Collection |
| 2002                                                                                  | "Shut Up and Kiss Me (Or Just Shut Up)" | *  | *  | —  | Shut Up and Kiss Me          |
| 2002                                                                                  | "Broken"                                | *  | *  | —  | Shut Up and Kiss Me          |
| 2002                                                                                  | "I Will Be There"                       | *  | *  | —  | Shut Up and Kiss Me          |
| 2003                                                                                  | "Every Time You Come Around"            | *  | *  | —  | Shut Up and Kiss Me          |
| 2005                                                                                  | "Everything and More"                   | *  | —  | —  | Everything and More          |
| 2005                                                                                  | "I Know Santa's Been Here"              | *  | —  | —  | A Wright Christmas           |
| 2006                                                                                  | "Love Me Anyway"                        | *  | —  | —  | Everything and More          |
| 2006                                                                                  | "I've Forgotten You"                    | *  | —  | —  | Everything and More          |
| 2006                                                                                  | "Joy to the World"                      | *  | —  | —  | A Wright Christmas           |
| 2007                                                                                  | "Dance in the Boat"                     | *  | —  | —  | Everything and More          |
| 2007                                                                                  | "Riding Around the Sun"                 | *  | —  | —  | Everything and More          |
| 2007                                                                                  | "I Don't Wanna Be That Strong"          | *  | —  | —  | Everything and More          |
| "—" aponta que o single não apareceu ou não foi lançado * aponta posição desconhecida |                                         |    |    |    |                              |

### Como convidada
| Ano                                                        | Single                        | Artista(s)    | Posição nas paradas | Posição nas paradas | Posição nas paradas | Posição nas paradas | Posição nas paradas           | Álbum                       |
| Ano                                                        | Single                        | Artista(s)    | CAN Country         | CAN AC              | CAN                 | Hot Country Songs   | Hot Adult Contemporary Tracks | Álbum                       |
| ---------------------------------------------------------- | ----------------------------- | ------------- | ------------------- | ------------------- | ------------------- | ------------------- | ----------------------------- | --------------------------- |
| 1987                                                       | "None of the Feeling Is Gone" | Terry Carisse | 13                  | —                   | —                   | —                   | —                             | None of the Feeling Is Gone |
| 1997                                                       | "Your Love"                   | Jim Brickman  | 15                  | 16                  | 42                  | —                   | —                             | Visions of Love             |
| 1999                                                       | "Your Love" (Relançamento)    | Jim Brickman  | —                   | —                   | —                   | 74                  | 19                            | Visions of Love             |
| "—" aponta que o single não apareceu ou não foi lançado\|- |                               |               |                     |                     |                     |                     |                               |                             |

Notas
- ^ "Take It Like a Man" também alcançou a posição de número #52 na parada da RPM.

## Vídeos musicais
| Ano  | Título                                  | Diretor          |
| ---- | --------------------------------------- | ---------------- |
| 1990 | "New Kind of Love"                      | Dean Lent        |
| 1991 | "A Heartbeat Away"                      |                  |
| 1991 | "All You Really Want to Do"             | Dean Lent        |
| 1992 | "Take It Like a Man"                    | Steven Goldmann  |
| 1993 | "He Would Be Sixteen"                   | Steven Goldmann  |
| 1994 | "One Good Man"                          | Steven Goldmann  |
| 1995 | "Safe in the Arms of Love"              |                  |
| 1996 | "Nobody's Girl"                         | Steven Goldmann  |
| 1997 | "What Love Looks Like"                  |                  |
| 1997 | "Your Love" (w/ Jim Brickman)           |                  |
| 1999 | "When I Found You"                      |                  |
| 2000 | "I Surrender"                           |                  |
| 2002 | "Shut Up and Kiss Me (Or Just Shut Up)" | Lisa Mann        |
| 2002 | "I Will Be There"                       |                  |
| 2005 | "Everything and More"                   | Warren P. Sonoda |
| 2005 | "I Know Santa's Been Here"              | Warren P. Sonoda |
| 2006 | "Joy to the World"                      | Warren P. Sonoda |